# Volo Air France 358
Il volo Air France 358 era un volo proveniente da Parigi e diretto a Toronto. Il 2 agosto 2005, poco dopo l'atterraggio all'aeroporto di Toronto alle 04:01 EDT l'aereo si schiantò vicino a Etobicoke Creek a circa 300 metri dalla fine della pista. Tutti i 309 passeggeri e l'equipaggio dell'Airbus A340 sopravvissero. 
L'incidente del volo Air France 358 è stata la più grande situazione critica che ha colpito l'aeroporto di Toronto-Pearson; questo evento sottolineò il ruolo svolto dagli assistenti di volo, che risultarono estremamente qualificati durante la situazione di emergenza.

## Aereo
L'aereo del volo 358 era un Airbus A340-313E spinto da 4 motori CFM56, con numero di serie 289 e registrato come F-GLZQ, consegnato ad Air France il 3 agosto 1999. Erano imbarcati 297 passeggeri e 12 membri dell'equipaggio. Il velivolo era comandato dal capitano Alein Rosaye e il primo ufficiale Frédéric Naud; entrambi i piloti erano molto esperti, con 12.411 ore di volo per Rosaye e 4.834 ore di volo per Naud.
A causa del maltempo, 540 voli in partenza ed arrivo dall'aeroporto di Toronto-Pearson furono dirottati quel giorno. Molti aerei di medie o piccole dimensioni vennero mandati verso altri aeroporti canadesi mentre la maggior parte degli aerei di linea fu dirottata a Montréal, Syracuse, New York e Buffalo.

### Passeggeri
Tra i 297 passeggeri a bordo (di cui 168 uomini, 118 donne, 8 bambini e 3 neonati), erano presenti tre persone su sedia a rotelle e uno non vedente.

## Il volo

Illustrazione dell'atterraggio e del successivo incidente.

La fase di avvicinamento alla pista fu caratterizzata da condizioni meteorologiche avverse, con venti forti e temporali localizzati vicino all'aeroporto. L'aereo fu autorizzato all'atterraggio alle 16:04 EDT sulla pista 24L, lunga 9.000 piedi (2,700 metri), la più corta dell'aeroporto. Alle 20:03 UTC il velivolo atterrò a circa metà pista e alcuni passeggeri riferirono che il velivolo iniziò a dondolare, probabilmente a causa delle forti raffiche di vento.
I piloti non riuscirono a fermare l'aereo che proseguì la sua corsa per 300 metri dopo la fine dell'asfalto, quando impattò contro una piccola gravina del fiume Etobicoke Creek.
Dopo che l'aereo si fermò fu dato l'ordine di evacuazione e improvvisamente divampò un incendio; le due uscite posteriori di sinistra rimasero chiuse a causa del fuoco, e un certo numero di passeggeri fu costretto a saltare giù dall'aereo per uscire. Le azioni degli assistenti di volo si rivelarono fondamentali e permisero a tutti i passeggeri di evacuare il velivolo in soli 90 secondi; il Primo Ufficiale fu l'ultimo a lasciare l'aereo. Le squadre di emergenza arrivarono sul luogo dell'incidente in 52 secondi e il rapporto ufficiale affermò che "il primo veicolo di emergenza è arrivato entro un minuto dal segnale di allarme".
L'incidente causò la cancellazione di centinaia di voli con effetti a catena per tutto il sistema del traffico aereo nordamericano, generando inoltre disagi alla circolazione dell'autostrada 401, situata vicino alla pista. La polizia locale trovò il primo ufficiale e i passeggeri lungo l'autostrada 401 e alcuni automobilisti aiutarono i sopravvissuti portandoli in ospedale o all'aeroporto. Il fuoco divampò per due ore e terminò di bruciare alle ore 18:00.
Nel 1978 anche l'Air Canada 189 era scivolato nel Etobicoke Creek, il luogo dello schianto del AF358, causando due morti. Questo fu il primo incidente di un A340 da 14 anni. Il velivolo coinvolto era in servizio dal 1999 e aveva ultimato il suo ultimo controllo di manutenzione in Francia il 5 luglio 2005. Aveva fatto 3.711 voli volando per 28.426 ore.
Un passeggero scattò 4 fotografie durante l'evacuazione che poi inviò ai media. Mark Rosenker, presidente dell'NTSB, criticò l'operato del passeggero, definendo il comportamento irresponsabile.
Al momento dell'incidente venne rilasciato un METAR che affermava che le condizioni meteorologiche alle 20:34 UTC (16:04 EDT) comprendevano venti da 340 gradi a 24 nodi (44 km/h), con raffiche fino a 33 nodi (61 km/h), e una visibilità di 2,0 km. Il cielo era coperto a 4.500 piedi (1.400 metri) con cumuli. La temperatura era 23 °C (73 °F). La CBC canadese riferì che l'incidente avvenne dopo che l'aeroporto fu chiuso per maltempo e gli aerei non potevano atterrare se non erano in coda. La visibilità al momento dell'incidente si era ulteriormente ridotta. Un avvertimento per un forte temporale era in vigore dalle 11:30, perciò tutti i decolli erano stati annullati ma gli atterraggi erano ancora consentiti.

## Le indagini

### Scatole nere
Le scatole nere vennero inviate in Francia per le analisi. I risultati preliminari indicarono che l'aereo era atterrato a 1220 m dopo l'inizio della pista (la lunghezza della pista è 2 743 metri) ad una velocità di 148 nodi (274 km/h; 170 mph). Con vento in coda, toccò la pista viaggiando a 70 nodi (130 km/h; 81 mph) quando oltrepassò la pista e finì nella gravina.
Réal Lavasseur Shedalin affermò che l'aereo era atterrato troppo lontano dall'inizio della pista per potersi fermare sul fondo bagnato della pista. Gli investigatori non hanno trovato nessun guasto ai motori, freni, spoiler o agli inversori di spinta (questi ultimi vennero però azionati troppo tardi, quando l'aereo era già fuori pista)

### Irregolarità
La TSB canadese (Transport Saferty Board) affermò che durante l'avvicinamento finale l'aereo fu investito da una pioggia pesante e che la visibilità diminuì notevolmente. L'aereo potrebbe essere stato colpito da un downburst, cosa che avrebbe allungato la sua corsa di atterraggio. Mentre in condizioni di asciutto l'aereo avrebbe potuto fermarsi in 1155 m (3789 piedi), le condizioni di pioggia sulla pista (al momento dell'atterraggio era presente uno strato d'acqua di 6,3 mm) causarono un aumento dello spazio di frenata, aggravato da vento in coda di 5 nodi; atterrando a 1220 metri dall'inizio della pista, lo spazio rimanente non fu sufficiente per garantire l'arresto dell'AF358.
Altre irregolarità rilevate furono:
- L'esplosione delle bombole di ossigeno esposte al calore del fuoco; in situazioni di emergenza l'ossigeno per i passeggeri viene fornito tramite un generatore di ossigeno chimico, ma il velivolo trasportava bombole di ossigeno per i passeggeri che richiedevano una alimentazione costante di ossigeno o per situazioni di primo soccorso.
- La copia dell'ERS Aircraft Crash Chart in dotazione all'aeroporto non includeva i progetti dell'A340 al momento dell'incidente. I progetti sarebbero stati utili ai soccorritori perché fornivano la posizione dei serbatoi di gas e del carburante.

### Conclusione
Il TSB incluse nella relazione finale i seguenti punti:
- Air France non aveva le procedure relative alla distanza necessaria per gli avvicinamenti ed atterraggi in caso di temporale.
- Dopo che il pilota automatico venne disinserito, il pilota aumentò la spinta dei motori per contrastare una diminuzione della velocità ed alla sensazione che l'aereo stesse cadendo (disorientamento nello spazio). L'aumento della potenza contribuì ad aumentare la corsa per l'atterraggio.
- A 300 metri dal suolo, il vento cambiò da contrario a vento in coda.
- Durante la fase di avvicinamento il velivolo incontrò improvvisamente una zona di pioggia intensa che ridusse la visibilità.
- Quando l'aereo era vicino alla soglia pista, i piloti credevano che non sarebbero riusciti a riattaccare.
- Il pilota non dispose correttamente l'estensione degli spoiler e l'attivazione degli inversori di spinta. Ciò contribuì al ritardo dell'inserimento di quest'ultimi e alla conseguente riduzione del potere frenante del velivolo.
- Le distanze di atterraggio relative alla pista 24L non erano adeguatamente indicate.
- L'equipaggio non calcolò la distanza di atterraggio richiesta per la pista 24L, nonostante il METAR indicasse temporali.
- La topografia del territorio alla fine della pista contribuì alle lesioni e ai danni ai passeggeri.

## Le conseguenze
Un'indagine del TSB ha rilevato che le zone di sicurezza alla fine delle piste in alcuni aeroporti canadesi sono al di sotto degli standard internazionali accettati. Il rapporto ha inoltre evidenziato che le piste di Toronto Pearson soddisfano gli attuali standard canadesi e che la pista 24L ha di fatto un RESA di 150 metri. Il TSB ha inoltre suggerito che le compagnie aeree dovrebbero prendere precauzioni quando atterrano in caso di maltempo.
Nel 1978, anche il Volo Air Canada 189 si era schiantato contro Etobicoke Creek, il luogo dell'incidente dell'AF358, provocando due morti. L'Air Canada DC-9 ha fatto esplodere uno pneumatico provocando un decollo interrotto sulla pista 24R-06L, schiantandosi a nord della scena dell'incidente dell'AF358 e più in profondità nel burrone. Dopo l'incidente dell'Air France nel 2005, ci furono richieste per il riempimento del burrone o l'attraversamento con un ponte, ma altri sostenevano che un'impresa del genere sarebbe stata proibitivamente costosa. La pista su cui atterrò l'aereo dell'Air France nell'agosto 2005, 24L -06R, è una pista est-ovest con una lunghezza di 2,7 chilometri (8.900 piedi). Questa pista non esisteva ancora al momento dell'incidente dell'Air Canada nel 1978. A quel tempo, l'attuale pista 24R-06L era numerata 24L-06R e l'attuale pista 23-05 era numerata 24R-06L.
Air France continua ad operare il volo numero AF358 ma come volo Sainte-Marie Réunion-Orly. La rotta Charles de Gaulle-Pearson è attualmente operata come volo 356, utilizzando un aereo Airbus A350-900. Le operazioni dell'Airbus A340 di Air France sono terminate all'inizio del 2020.

## Nella cultura di massa
Jean Lapierre, il ministro dei trasporti canadese, ha definito il volo 358 come un "miracolo" poiché tutti i passeggeri sono sopravvissuti. Altre fonti di stampa hanno definito l'incidente come "Miracolo a Toronto", "Il miracolo di Toronto" e "Il miracolo della pista 24L".
L'incidente del volo 358 della Air France è stato analizzato nell'episodio Vivi per miracolo della quarta stagione del documentario Indagini ad alta quota trasmesso da National Geographic Channel.